# 板桥镇遗址
板桥镇遗址，位于山东省青岛市胶州市，是中华人民共和国全国重点文物保护单位之一。2013年5月被国务院公布为全国重点文物保护单位，是古遗址。